# Bergamt Sauerland
Das Bergrevier Sauerland wurde 1932 gebildet und 1943 zum Bergamt Sauerland umgebildet. Es bestand bis zur Vereinigung mit dem Bergamt Siegen im Jahr 1965.

## Zuständigkeiten
Im Jahr 1932 wurde ein Bergrevier Sauerland zunächst mit Sitz in Siegen und ab 1937 in Arnsberg gebildet. Dieses entstand aus den bisherigen Bergrevieren Arnsberg und Brilon. Die Zuständigkeit erstreckte sich nun auf die Kreise Arnsberg, Brilon, Meschede, Olpe und Wittgenstein.
Von Wittgenstein abgesehen, entsprach dies im Wesentlichen dem Zuständigkeitsbereich des alten kurkölnischen Bergamtes für das Herzogtum Westfalen. Neben einem auslaufenden Eisenerzbergbau wurden in dem Gebiet insbesondere Kupfer, Zink, Blei und Schwefelkies gefördert. Auch Teile des Schieferabbaus unterstanden der bergrechtlichen Aufsicht.
Im Jahr 1943 wurde das Revier zum Bergamt Sauerland aufgewertet. Es unterstand, wie bisher, dem Oberbergamt Bonn. Die Zuständigkeit erstreckte sich nun auch auf den Stadtkreis Lüdenscheid und den Landkreis Altena.
Die Bergämter Sauerland und Siegen wurden 1965 zum Bergamt Siegen vereinigt und dieses um weitere Gebiete aus den Regierungsbezirken Arnsberg, Düsseldorf und Köln erweitert. Auch dieses Bergamt besteht nicht mehr.